# Dubuque
Dubuque és una població dels Estats Units a l'estat d'Iowa. Segons el cens del 2008 tenia 57.250 habitants.

## Demografia
Segons el cens del 2000, Dubuque tenia 57.686 habitants, 22.560 habitatges, i 14.303 famílies. La densitat de població era de 841,1 habitants/km².
Dels 22.560 habitatges en un 30% hi vivien nens de menys de 18 anys, en un 50,3% hi vivien parelles casades, en un 10% dones solteres, i en un 36,6% no eren unitats familiars. En el 31% dels habitatges hi vivien persones soles el 12,6% de les quals corresponia a persones de 65 anys o més que vivien soles. El nombre mitjà de persones vivint en cada habitatge era de 2,37 i el nombre mitjà de persones que vivien en cada família era de 2,99.
Per edats la població es repartia de la següent manera: un 23,6% tenia menys de 18 anys, un 11,8% entre 18 i 24, un 26,5% entre 25 i 44, un 21,6% de 45 a 60 i un 16,5% 65 anys o més.
L'edat mediana era de 37 anys. Per cada 100 dones de 18 o més anys hi havia 86,2 homes.
La renda mediana per habitatge era de 36.785 $ i la renda mediana per família de 46.564 $. Els homes tenien una renda mediana de 31.543 $ mentre que les dones 22.565 $. La renda per capita de la població era de 19.616 $. Entorn del 5,5% de les famílies i el 9,5% de la població estaven per davall del llindar de pobresa.

## Poblacions més properes
El següent diagrama mostra les poblacions més properes.